# Střížov
Střížov là một làng thuộc huyện České Budějovice, vùng Jihočeský, Cộng hòa Séc.